# Pseudodolbina fo
 Pseudodolbina fo este o specie de molie din familia Sphingidae. Este întâlnită în Nepal, Bhutan și India de nord-est.

## Descriere

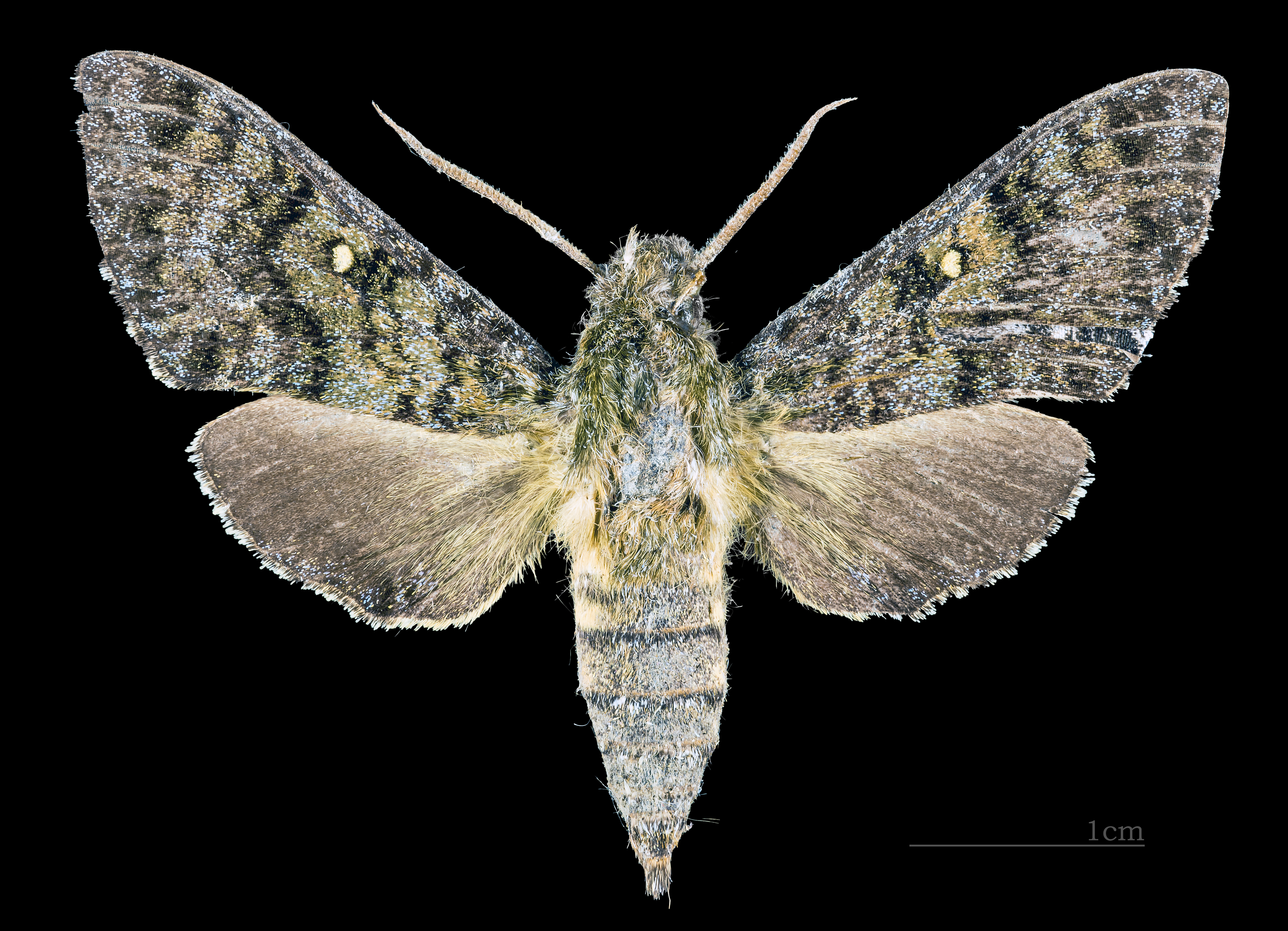
♂
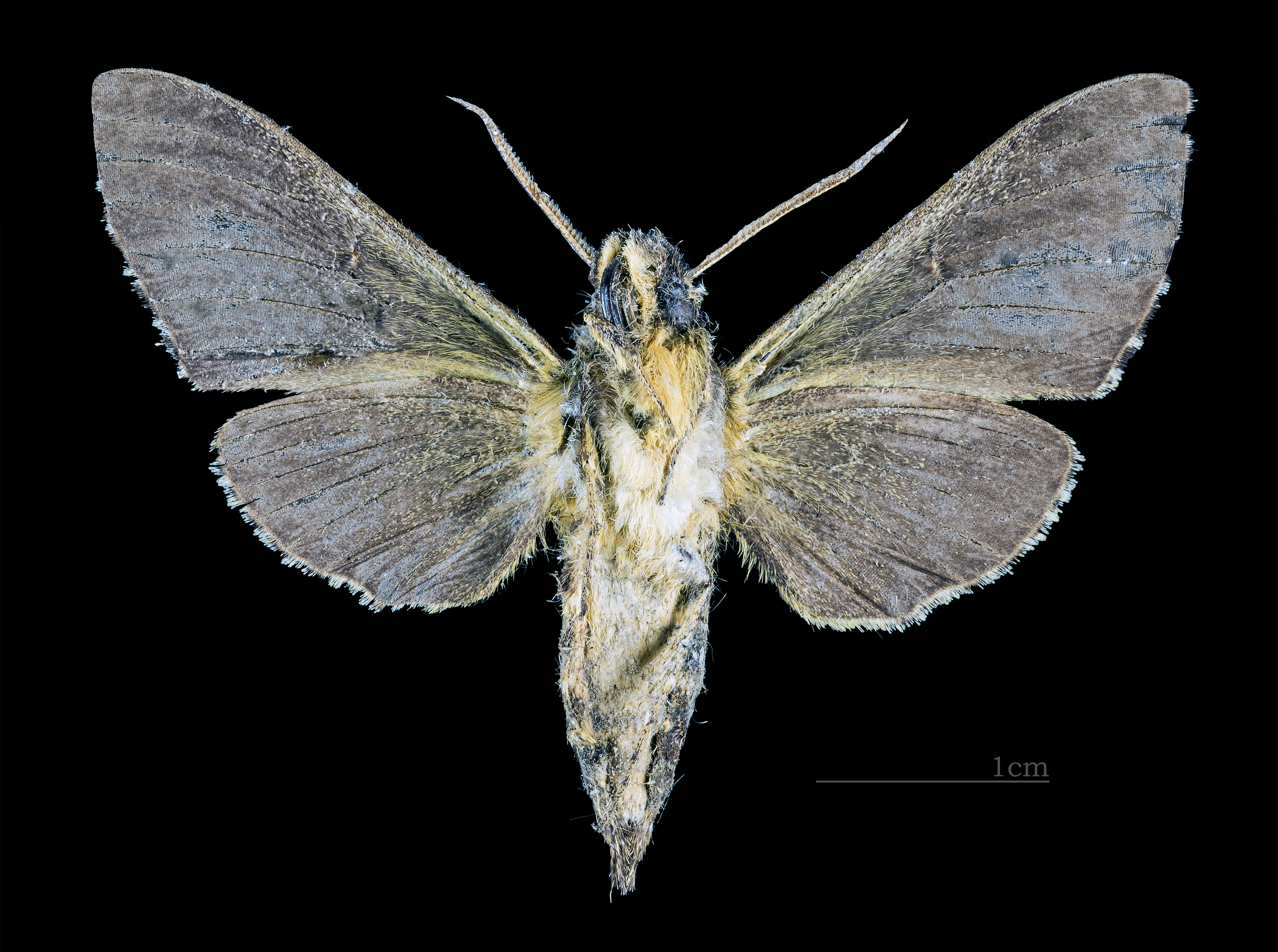
♂ △

Anvergura este de 60-68 mm. 

## Biologie
Larvele au ca principală sursă de hrană specile Strobilanthes alatus și Strobilanthes dalhousianus în India.

## Subspecii
- Pseudodolbina fo fo (Nepal, Bhutan nord-estul Indiei, China)
- Pseudodolbina fo celator Jordan, 1926 (India)